# 2017年のセントラル・リーグクライマックスシリーズ
2017年のセントラル・リーグクライマックスシリーズは、2017年10月に開催されたプロ野球セントラル・リーグのクライマックスシリーズである。セ・パ両リーグのクライマックスシリーズを通じて初の全試合屋外球場で開催されたシリーズである。

## 概要

### ファーストステージ
レギュラーシーズン2位の阪神タイガースと3位の横浜DeNAベイスターズが3戦2勝先取制で争われた。この組み合わせはポストシーズン初めてとなった。
2勝1敗で横浜DeNAベイスターズがファイナルステージに進出した。
また、グンゼの特別協賛で「2017 GUNZE クライマックスシリーズ・セ 1stステージ」として開催。
会期：10月14日から10月17日（10月16日開催予定の第3戦が雨天中止となり、予備日である翌17日に開催されたため）
球場：阪神甲子園球場

### ファイナルステージ
レギュラーシーズン1位（1勝分のアドバンテージが与えられる）の広島東洋カープとファーストステージ勝者の横浜DeNAベイスターズが6戦4勝先取制で争い、4勝2敗で横浜DeNAベイスターズが日本シリーズ2017への出場権を得た。
また、マツダの特別協賛で「2017 マツダ クライマックスシリーズ セ ファイナルステージ」として開催。
会期：10月18日から10月25日
球場：MAZDA Zoom-Zoom スタジアム広島

### トーナメント表
|  | 1stステージ（準決勝） | 1stステージ（準決勝） |                               |        | ファイナルステージ（決勝） | ファイナルステージ（決勝） |
|  |                       |                       |                               |        |                            |                            |
|  |                       |                       |                               |        |                            |                            |
|  |                       |                       |                               |        |                            |                            |
|  |                       |                       |                               |        |                            |                            |
|  |                       |                       | （6戦4勝制） マツダスタジアム |        |                            |                            |
|  |                       |                       |                               |        |                            |                            |
|  | 広島（セ優勝）        | ☆○●●●●                |                               |        |                            |                            |
|  | 広島（セ優勝）        | ☆○●●●●                | （3戦2勝制） 阪神甲子園球場   |        |                            |                            |
|  |                       |                       | DeNA                          | ★●○○○○ |                            |                            |
|  | 阪神（セ2位）         | ○●●                   | DeNA                          | ★●○○○○ |                            |                            |
|  | 阪神（セ2位）         | ○●●                   |                               |        |                            |                            |
|  | DeNA（セ3位）         | ●○○                   |                               |        |                            |                            |
|  | DeNA（セ3位）         | ●○○                   |                               |        |                            |                            |
|  |                       |                       |                               |        |                            |                            |
|  |                       |                       |                               |        |                            |                            |
|  |                       |                       |                               |        |                            |                            |
|  |                       |                       |                               |        |                            |                            |

☆・★=ファイナルステージのアドバンテージによる1勝・1敗分

## 試合結果

### ファーストステージ
| 日付                       | 試合     | ビジター球団（先攻） | スコア   | ホーム球団（後攻） | 開催球場       |
| 10月14日（土）             | 第1戦    | 横浜DeNAベイスターズ | 0 - 2    | 阪神タイガース     | 阪神甲子園球場 |
| 10月15日（日）             | 第2戦    | 横浜DeNAベイスターズ | 13 - 6   | 阪神タイガース     | 阪神甲子園球場 |
| 10月16日（月）             | 雨天中止 | 雨天中止             | 雨天中止 | 雨天中止           | 阪神甲子園球場 |
| 10月17日（火）             | 第3戦    | 横浜DeNAベイスターズ | 6 - 1    | 阪神タイガース     | 阪神甲子園球場 |
| 勝者：横浜DeNAベイスターズ |          |                      |          |                    |                |

#### 第1戦 10月14日
○阪神 2 - 0 DeNA●（阪神甲子園球場）
|      | 1 | 2 | 3 | 4 | 5 | 6 | 7 | 8 | 9 | R | H | E |
| ---- | - | - | - | - | - | - | - | - | - | - | - | - |
| DeNA | 0 | 0 | 0 | 0 | 0 | 0 | 0 | 0 | 0 | 0 | 4 | 1 |
| 阪神 | 0 | 0 | 0 | 0 | 0 | 2 | 0 | 0 | X | 2 | 8 | 0 |

1. 開始：14時01分 試合時間：2時間52分 観衆：46,748人[4]
2. De：●井納（6回）- 三上（0回1/3）- エスコバー（0回2/3）- 田中健（0回1/3）- パットン（0回2/3）
3. 阪：○メッセンジャー（6回）- マテオ（1回）- 桑原（1回）- ラファエル・ドリス（1回）
4. 勝利：メッセンジャー（1勝）
5. セーブ：ドリス（1S）
6. 敗戦：井納（1敗）
7. 本塁打
阪：福留1号（6回2ラン・井納）
8. 審判
［球審］吉本
［塁審］土山（1B）、笠原（2B）、津川（3B）
［外審］福家（LL）、眞鍋（RL）

甲子園では3年ぶりのCS開催となった。阪神はメッセンジャー、DeNAは井納が先発。両チームの先発が共に5回まで無失点に抑える。6回裏は阪神は福留が先制2ランを放つとこのリードを7回から登板のリリーフ陣が守り切り阪神が初戦を制した。DeNAは打線が機能せず完封負けを喫し後がなくなった。

#### 第2戦 10月15日
●阪神 6 - 13 DeNA○（阪神甲子園球場）
|      | 1 | 2 | 3 | 4 | 5 | 6 | 7 | 8 | 9 | R  | H  | E |
| ---- | - | - | - | - | - | - | - | - | - | -- | -- | - |
| DeNA | 0 | 0 | 2 | 0 | 2 | 0 | 6 | 0 | 3 | 13 | 21 | 1 |
| 阪神 | 0 | 2 | 1 | 0 | 0 | 1 | 2 | 0 | 0 | 6  | 10 | 1 |

1. 開始：15時03分試合時間：4時間35分 観衆：46,761人[5]
2. De：今永（3回）- 須田（1回）- エスコバー（1回）- ○三上（1回）- 砂田（1回）- スペンサー・パットン（1回）- 山﨑（1回）
3. 阪：秋山（3回）- 岩崎（1回1/3）- 石崎（0回1/3）- 髙橋（1回1/3）- ●桑原（0回1/3）- 藤川（1回2/3）- マテオ（1回）
4. 勝利：三上（1勝）
5. 敗戦：桑原（1敗）
6. 本塁打
De：乙坂1号（7回3ラン・桑原）
阪：大山1号（3回ソロ・今永）
7. 審判
［球審］津川
［塁審］笠原（1B）、福家（2B）、眞鍋（3B）
［外審］原（LL）、土山（RL）

この日は雨で1時間3分遅れで開催された。大雨の影響でグラウンドのコンディションが非常に悪く、選手が泥まみれになったことから「泥試合」と称された。阪神は秋山、DeNAは今永が先発。前日と違い打線が力を発揮し両先発投手とも3回で降板する展開となる。阪神2点リードの3回表、筒香が内角を突かれた際にスリップして転倒し泥まみれとなり、本試合のコンディションの悪さを象徴する場面となった。同点で迎えた7回にDeNAが乙坂の3ラン本塁打などで一挙6点を奪うと9回にも3点を追加し13点を取る大勝で1勝1敗のタイに並んだ。阪神は終盤に桑原などのリリーフ陣が崩れファイナルステージ進出に逆王手をかけられた。

#### 第3戦 10月17日
●阪神 1 - 6 DeNA○（阪神甲子園球場）
|      | 1 | 2 | 3 | 4 | 5 | 6 | 7 | 8 | 9 | R | H  | E |
| ---- | - | - | - | - | - | - | - | - | - | - | -- | - |
| DeNA | 3 | 0 | 0 | 3 | 0 | 0 | 0 | 0 | 0 | 6 | 10 | 0 |
| 阪神 | 0 | 0 | 0 | 0 | 0 | 1 | 0 | 0 | 0 | 1 | 8  | 0 |

1. 開始：18時00分 試合時間：3時間10分 観衆：46,319人[6]
2. De：○ジョー・ウィーランド（7回）- スペンサー・パットン（1回）- 山﨑（1回）
3. 阪：●能見（0回1/3）- 石崎（2回2/3）- 岩崎（1回）- 藤川（1回）- 藤浪（2回）- 髙橋（1回）- ラファエル・ドリス（1回）
4. 勝利：ウィーランド（1勝）
5. 敗戦：能見（1敗）
6. 本塁打
De：ロペス1号（4回2ラン・岩崎）
7. 審判
［球審］眞鍋
［塁審］福家（1B）、原（2B）、土山（3B）
［外審］吉本（LL）、笠原（RL）

前日が雨で中止となりこの日が第3戦となった。阪神は能見、DeNAはウィーランドが先発。DeNAは1回表に嶺井の2点適時打などで3点を先制し、能見を1/3のみでKOする。4回表には梶谷の適時打とロペスの2ラン本塁打で3点を追加し試合を決めた。DeNA先発のウィーランドは7回1失点の好投し、8回はパットン、9回は抑えの山崎が締めゲームセット。DeNAが2年連続で広島の待つファイナルステージ進出を決めた。一方阪神は先発能見が誤算で打線もウィーランドの前に1点しか奪えずファイナルステージ進出はならなかった。

### ファイナルステージ
| 日付                       | 試合           | ビジター球団（先攻） | スコア   | ホーム球団（後攻） | 開催球場                       |
| アドバンテージ             | アドバンテージ | 横浜DeNAベイスターズ |          | 広島東洋カープ     |                                |
| 10月18日（水）             | 第1戦          | 横浜DeNAベイスターズ | 0 - 3    | 広島東洋カープ     | MAZDA Zoom-Zoom スタジアム広島 |
| 10月19日（木）             | 第2戦          | 横浜DeNAベイスターズ | 6 - 2    | 広島東洋カープ     | MAZDA Zoom-Zoom スタジアム広島 |
| 10月20日（金）             | 第3戦          | 横浜DeNAベイスターズ | 1 - 0    | 広島東洋カープ     | MAZDA Zoom-Zoom スタジアム広島 |
| 10月21日（土）             | 雨天中止       | 雨天中止             | 雨天中止 | 雨天中止           | MAZDA Zoom-Zoom スタジアム広島 |
| 10月22日（日）             | 雨天中止       | 雨天中止             | 雨天中止 | 雨天中止           | MAZDA Zoom-Zoom スタジアム広島 |
| 10月23日（月）             | 第4戦          | 横浜DeNAベイスターズ | 4 - 3    | 広島東洋カープ     | MAZDA Zoom-Zoom スタジアム広島 |
| 10月24日（火）             | 第5戦          | 横浜DeNAベイスターズ | 9 - 3    | 広島東洋カープ     | MAZDA Zoom-Zoom スタジアム広島 |
| 勝者：横浜DeNAベイスターズ |                |                      |          |                    |                                |

#### 第1戦 10月18日
○広島 3 - 0 DeNA●（マツダスタジアム）
|      | 1 | 2 | 3 | 4 | 5 | R | H | E |
| ---- | - | - | - | - | - | - | - | - |
| DeNA | 0 | 0 | 0 | 0 | 0 | 0 | 2 | 1 |
| 広島 | 0 | 0 | 0 | 0 | 3 | 3 | 3 | 0 |

1. （5回降雨コールド）
2. De：●石田（5回）
3. 広：○薮田（5回）
4. 勝利：薮田（1勝）
5. 敗戦：石田（1敗）
6. 審判
［球審］佐々木
［塁審］名幸（1B）、本田（2B）、橋本（3B）
［外審］森（LL）、嶋田（RL）
7. 開始：18時00分 試合時間：1時間37分観衆：30,810人[7]

ファイナルステージでは2年連続の組み合わせとなった。広島はこの年15勝を挙げブレイクした薮田、DeNAは石田が先発。両チームの先発投手の好投で4回までは0がスコアに並ぶ。5回裏に広島は田中と菊池の連続適時打で3点を先制した。すると雨が強まりこれ以上の試合続行は不可となりコールドゲームが適用され広島が初戦を制した。広島は薮田が5回コールドながらもCS初完封勝利を挙げた。CSでのコールドゲームは史上初である。DeNAは先発石田が4回まで無安打無失点と好投したが5回に乱れ打線も得点を奪えなかった。

#### 第2戦 10月19日
●広島 2 - 6 DeNA○（マツダスタジアム）
|      | 1 | 2 | 3 | 4 | 5 | 6 | 7 | 8 | 9 | R | H  | E |
| ---- | - | - | - | - | - | - | - | - | - | - | -- | - |
| DeNA | 0 | 0 | 2 | 0 | 2 | 1 | 0 | 0 | 1 | 6 | 11 | 0 |
| 広島 | 0 | 0 | 0 | 1 | 0 | 1 | 0 | 0 | 0 | 2 | 7  | 1 |

1. 開始：18時01分 試合時間：3時間40分 観衆：31,165人[8]
2. De：○濵口（7回）- パットン（1回）- 山﨑（1回）
3. 広：●野村（5回）- 九里（1回）- 今村（1回）- 中田（1回）- ブレイシア（1回）
4. 勝利：濱口（1勝）
5. 敗戦：野村（1敗）
6. 本塁打
De：宮﨑1号（9回ソロ・ブレイシア）
7. 審判
［球審］橋本
［塁審］本田（1B）、森（2B）、嶋田（3B）
［外審］飯塚（LL）、名幸（RL）

広島は野村、DeNAはルーキーの濱口が先発。DeNAは3回表に2死満塁のチャンスでこの年首位打者の宮崎が適時打で2点を先制すると、5回表にも2死満塁のチャンスから代打乙坂の2点適時打を放ちリードを広げた。その後6回と9回にも1点ずつ追加し、6－2でDeNAが制した。濱口は7回2失点でCS初勝利を挙げた。一方広島は4回と6回に1点ずつしか奪えず野村も5回4失点と粘れなかった。

#### 第3戦 10月20日
●広島 0 - 1 DeNA○（マツダスタジアム）
|      | 1 | 2 | 3 | 4 | 5 | 6 | 7 | 8 | 9 | R | H | E |
| ---- | - | - | - | - | - | - | - | - | - | - | - | - |
| DeNA | 0 | 1 | 0 | 0 | 0 | 0 | 0 | 0 | 0 | 1 | 8 | 0 |
| 広島 | 0 | 0 | 0 | 0 | 0 | 0 | 0 | 0 | 0 | 0 | 6 | 0 |

1. 開始：18時00分 試合時間：3時間23分 観衆：31,279人[9]
2. De：○井納（5回1/3）- 三上（0回1/3）- 砂田（0回0/3）- 須田（0回1/3）- エスコバー（1回0/3）- スペンサー・パットン（1回）- 山﨑（1回）
3. 広：●ジョンソン（5回）- 今村（1回）- 一岡（1回）- ジャクソン（1回）- 中﨑（1回）
4. 勝利：井納（1勝）
5. セーブ：山崎（1S）
6. 敗戦：ジョンソン（1敗）
7. 審判
［球審］嶋田
［塁審］森（1B）、飯塚（2B）、名幸（3B）
［外審］佐々木（LL）、本田（RL）

広島はジョンソン、DeNAは前年のファイナルステージで広島から白星を挙げた井納が先発。DeNAが2回表に井納が適時打を放ち先制する。その後はジョンソンと井納の両先発投手が共に好投し0に抑える。そして9回裏に登板した山崎が抑えゲームセット。2勝2敗のタイに並んだ。広島は石原の2度のバント失敗など攻撃面で精彩を欠き先発ジョンソンを見殺しにする結果となった。

#### 第4戦 10月23日
●広島 3 - 4 DeNA○（マツダスタジアム）
|      | 1 | 2 | 3 | 4 | 5 | 6 | 7 | 8 | 9 | R | H | E |
| ---- | - | - | - | - | - | - | - | - | - | - | - | - |
| DeNA | 0 | 0 | 0 | 1 | 3 | 0 | 0 | 0 | 0 | 4 | 8 | 0 |
| 広島 | 3 | 0 | 0 | 0 | 0 | 0 | 0 | 0 | 0 | 3 | 5 | 0 |

1. 開始：18時00分 試合時間：3時間26分 観衆：31,311人[10]
2. De：○ウィーランド（5回0/3）- 砂田（0回0/3）- 三上（0回2/3）- エスコバー（0回1/3）- 今永（2回）- 山﨑（1回）
3. 広：●薮田（4回0/3）- 九里（1回）- 今村（1回）- 一岡（1回）- ジャクソン（1回）- 中﨑（1回）
4. 勝利：ウィーランド（1勝）
5. セーブ：山崎（2S）
6. 敗戦：薮田（1勝1敗）
7. 本塁打
De：筒香1号（4回ソロ・薮田）
広：丸1号（1回2ラン・ウィーランド）
8. 審判
［球審］名幸
［塁審］飯塚（1B）、佐々木（2B）、本田（3B）
［外審］橋本（LL）、森（RL）

2日連続雨天中止となった後の第4戦は広島は初戦に先発し中4日で登板の薮田、DeNAはウィーランド。広島は1回裏に丸の2ラン本塁打などで3点を先制する。先発の薮田は3回まで無失点に抑えたが4回表に筒香にソロ本塁打を浴びると5回表には3点を取られ逆転を許す。6回裏には無死から打者を出しDeNA先発ウィーランドをマウンドから下ろし満塁のチャンスを迎える。DeNAは代打岩本の場面で三上を投入するとその岩本、続く代打小窪を三振に打ち取る。田中の場面でエスコバーを投入すると1球で打ち取り最大のピンチを切り抜けた。こうなるとDeNAに流れが傾き7回から8回は先発として出番を待つも雨で出番がなくなった今永を投入し無失点に抑える。そして9回には山崎が登板し広島打線を抑えた。DeNAが恵みの雨で酷使していた投手陣を休ませることができ、日本シリーズ進出に王手をかけた。広島は薮田が中4日の先発に対応できなかったこと、6回裏の無死満塁のチャンスで代打攻勢が不発に終わるなど初回の3点以降は得点を奪えず崖っぷちに追い込まれた。

#### 第5戦 10月24日
●広島 3 - 9 DeNA○（マツダスタジアム）
|      | 1 | 2 | 3 | 4 | 5 | 6 | 7 | 8 | 9 | R | H  | E |
| ---- | - | - | - | - | - | - | - | - | - | - | -- | - |
| DeNA | 0 | 1 | 2 | 1 | 2 | 0 | 1 | 2 | 0 | 9 | 16 | 0 |
| 広島 | 2 | 0 | 0 | 0 | 0 | 1 | 0 | 0 | 0 | 3 | 9  | 1 |

1. 開始：18時00分 試合時間：3時間39分 観衆：31,230人[11]
2. De：石田（1回）- ○三嶋（2回）- 濵口（2回）- 三上（1回）- エスコバー（1回）- パットン（1回）- 山﨑（1回）
3. 広：●野村（3回）- 大瀬良（1回2/3）- 中田（0回1/3）- 今村（1回）- 一岡（1回）- ジャクソン（1回）- 中﨑（1回）
4. 勝利：三嶋（1勝）
5. 敗戦：野村（2敗）
6. 本塁打
De：宮﨑2号（2回ソロ・野村）、桑原1号（3回2ラン・野村）、筒香2号（5回2ラン・大瀬良）筒香3号（7回ソロ・一岡）、梶谷1号（8回2ラン・ジャクソン）
広：新井1号（6回ソロ・三上）
7. 審判
［球審］本田
［塁審］佐々木（1B）、橋本（2B）、森（3B）
［外審］嶋田（LL）、飯塚（RL）

広島は第2戦の先発の野村、DeNAは初戦の先発の石田。広島は1回表に丸とバティスタの適時打で2点を先制する。DeNAが2回に宮崎がソロ本塁打、3回表には桑原が逆転2ラン本塁打を放ち野村をKOする。DeNAは先発石田を初回で諦め2回から継投策に出る。三嶋、第2戦先発の濱口などを惜しげもなく投入し広島打線を抑えると中盤以降も本塁打攻勢で広島を圧倒した。そして9回に山崎が締めてDeNAが19年ぶりの日本シリーズ進出を決めた。DeNAは前年のファイナルステージで活躍できなかった筒香などの活躍が目立ちリーグ連覇の広島相手に前年のリベンジに成功した。
一方広島は野村が2試合連続で期待に応えられず、打線もDeNAの継投策の前に沈黙するなどいいところがなくDeNAに前年のリベンジを許す結果となり2年連続での日本シリーズ進出はならなかった。

## 表彰選手
- クライマックスシリーズMVP
  - ホセ・ロペス（横浜DeNAベイスターズ）

## テレビ・ラジオ放送およびネット配信

### テレビ放送

#### ファーストステージ放送日程
ファーストステージを戦う阪神とDeNAの地元放送局で中継が行われるのは例年通りであるが、第1・2戦は広島が関係しない試合にもかかわらず在広局でも中継が行われることとなった。第2戦の中継を行ったテレビ神奈川は、前年に引き続き現地からの映像の提供を受けた。
第1戦（10月14日）
- 関西テレビ（KTV）≪地上波、フジテレビ系列≫ - テレビ新広島（TSS）でも同時ネット
  - 放送時間：13:55 - 17:00[注 2]
- NHK BS1（マルチ編成を実施し、101ch〈メインチャンネル〉で放送）
  - 放送時間：14:00 - 17:15
- GAORA 《有料CS。Tigers-ai制作》[12]
  - 放送時間：13:45 - 17:28

第2戦（10月15日）
- 朝日放送（ABC）　≪地上波、テレビ朝日系列≫ - 広島ホームテレビ（HOME）でも同時ネット
  - 放送時間：14:00 - 15:55[注 3][13]
- サンテレビ（SUN）≪地上波、独立局・兵庫県ローカル。朝日放送の制作による裏送りリレー中継[注 4]≫
  - 放送時間：15:55 - 19:55[13]（115分延長）
- テレビ神奈川（tvk）≪地上波、独立局・神奈川県ローカル。映像提供：朝日放送≫
  - 放送時間：14:00 - 15:55・15:55 - 試合終了まで（15:55からマルチ編成を実施し、032ch〈サブチャンネル〉で放送）
- NHK BS1（マルチ編成を実施し、101ch〈メインチャンネル〉で放送）
  - 放送時間：14:00 - 19:50
- GAORA 《有料CS。Tigers-ai制作》[12]
  - 放送時間：13:45 - 17:20

10月16日
- 試合中止。この日中継予定だった局は引き続き翌17日の中継を担当。

第3戦（10月17日）
- 読売テレビ（ytv）≪地上波、日本テレビ系列・関西地方ローカル≫
  - 放送時間：翌2:13 - 4:13（録画中継）
    - 試合が予定通り開催された場合、生中継を予定していた。
- NHK BS1
  - 放送時間：18:00 - 21:50（21:50以降も試合が続いている場合は、それ以降マルチ編成を実施し、102ch〈サブチャンネル〉で継続放送）
- スカイA 《有料CS。Tigers-ai制作》[14]
  - 放送時間：17:45 - 22:30（試合終了まで延長あり）

#### ファイナルステージ放送日程
第1戦（10月18日）
- 広島テレビ（HTV）≪地上波、日本テレビ系列・広島県ローカル≫
- 放送時間：
  - トップナイター：18:15 - 19:00
  - 本編：19:00 - 21:00
- J SPORTS1 ≪有料BS/CS≫
  - 放送時間：17:55 - 22:00（22:00 - 翌2:00に再放送も別途あり）

第2戦（10月19日）
- 中国放送（RCC）≪地上波、TBS系列・広島県ローカル≫
  - 放送時間：18:15 - 19:00・19:00 - 21:57
- J SPORTS1 ≪有料BS/CS≫
  - 放送時間：17:55 - 22:00（22:00 - 翌2:00に再放送も別途あり）

第3戦（10月20日）
- フジテレビ（CX）≪地上波、フジテレビ系列全国ネット[注 5]≫
  - 放送時間：19:00 - 21:29（35分延長）[注 6]
- J SPORTS1 ≪有料BS/CS≫
  - 放送時間：17:45 - 22:00（22:00 - 翌2:00に再放送も別途あり）

10月21日
- 試合中止。
  - 中国放送（RCC）≪地上波、TBS系列・広島県ローカル≫・J SPORTS1 ≪有料BS/CS≫が中継予定だった。以降の中継は当初予定の日程の日時に中継を予定していた局が担当。

10月22日
- 試合中止。
  - 広島ホームテレビ（HOME）≪地上波、テレビ朝日系列・広島県ローカル≫・テレビ神奈川（tvk）≪地上波、独立局・神奈川県ローカル。映像提供：広島ホームテレビ≫・J SPORTS1 ≪有料BS/CS≫が中継予定だった。

第4戦（10月23日）
- フジテレビ（CX）≪地上波、フジテレビ系列全国ネット[注 7]≫
  - 放送時間：19:00 - 21:30（30分延長）[注 6]
- J SPORTS1 ≪有料BS/CS≫
  - 放送時間：17:45 - 22:00

第5戦（10月24日）
- 中国放送（RCC）≪地上波、TBS系列・広島県ローカル≫
  - 放送時間：18:15 - 19:00・19:00 - 20:54
- J SPORTS1 ≪有料BS/CS≫
  - 放送時間：17:45 - 22:00

打ち切りとなった試合
- 第6戦（10月25日）が実施された場合には、広島ホームテレビ（HOME）≪地上波、テレビ朝日系列・広島県ローカル≫、テレビ神奈川（tvk）≪地上波、独立局・神奈川県ローカル。映像提供：広島ホームテレビ≫、J SPORTS1 ≪有料BS/CS≫で放送する予定だった。

### ラジオ放送
- ラジオ日本（RF）は読売ジャイアンツが出場できなかったため、一切中継しなかった。
- 東海地区では中日ドラゴンズが出場しなかったものの、東海ラジオ（SF）がネット受け形式ながら中継したが、確実に実施が見込まれる試合のみの中継に縮小した。また、CBCラジオは前年に続いて中継しなかった。

#### ファーストステージ放送日程
- 関西地区では朝日放送（ABC）と毎日放送（MBS）がそれぞれ関西ローカル向けに自社制作し、朝日放送では2015年以来2年ぶりの中継となった。一方、NHKラジオ第1放送（大阪局）は、土曜日の全国向け番組「かんさい土曜ほっとタイム」や、第48回衆議院議員総選挙の政見放送を優先するため、一切中継しなかった。
- 前年同様、ニッポン放送（LF）が全試合自社制作で中継を行い、東海ラジオに第1戦と第2戦のみネットした。いずれもパ・リーグファーストステージを予備カード（東海ラジオにも適用）とし、実際に当初の第3戦が中止となった10月16日にパ・リーグへの切り替えを行った。
- TBSラジオはナイター開催となった第3戦のみ自社制作で中継した。こちらはパ・リーグファーストステージの予備は配置しなかった。

#### ファイナルステージ放送日程
- 広島県ではNHKラジオ第1（広島局）と中国放送が前年に続き中継を実施。NHKラジオ第1は第2戦まで広島県域ローカル、第3戦からは全国向けに放送。
- 関西地区の民放では毎日放送のみで中継された。阪神が進出していれば朝日放送でも自社制作で中継される予定であったが、阪神がファーストステージで敗退したため同局での中継は取り消された。毎日放送も自社制作は行わずニッポン放送からのネット受け形式に変更された[注 8]。
- ニッポン放送は引き続き自社制作し、毎日放送に全試合を[注 8]、東海ラジオに第3戦までのみをネット。いずれもパ・リーグファイナルステージを予備カード（第3戦まではネット局にも適用）とし、実際に第1戦が降雨コールドゲームとなったため、ネット局も含めてパ・リーグの中継を続けて実施したほか、第4戦として行われる予定であった試合が中止となった21日と22日にもパ・リーグへの切り替えを行った。
- TBSラジオも第3戦まで自社制作で中継したが、やはりパ・リーグファイナルステージの予備は、RKB毎日放送からのネット受けも含めて配置しなかった。第4戦以降はナイターカードも含めて中継せず。

### ネット配信

#### ファーストステージ配信日程
全日程スポナビライブ、虎テレで配信。

#### ファイナルステージ配信日程
- DAZN（広島県内除く）